# Atalaia (Gavião)
Atalaia ist eine Ortschaft und ehemalige Gemeinde in der portugiesischen Region Alentejo.

## Geschichte
Wahrscheinlich entstand der heutige Ort im Zuge der Besiedlungen während der Reconquista. So gehörte auch das heutige Gemeindegebiet im 12. Jahrhundert unter der Bezeichnung Guidintesta den Rittern des Malteserordens, der vermutlich auch den Ort Atalaia gründete.
Atalaia gehörte zum Kreis Belver. Im Zuge der Verwaltungsreformen nach dem Miguelistenkrieg 1834 wurde der Kreis Belver 1836 aufgelöst, seither gehört Atalaia zu Gavião.

## Verwaltung
Atalaia war Sitz einer gleichnamigen Gemeinde (Freguesia) im Kreis (Concelho) von Gavião im Distrikt Portalegre. Die Gemeinde hatte 138 Einwohner auf einer Fläche von 19,44 km² (Stand 30. Juni 2011).
Die Gemeinde bestand nur aus dem gleichnamigen Ort.
Im Zuge der Gebietsreform vom 29. September 2013 wurde die Gemeinde Atalaia mit der Stadtgemeinde von Gavião zur neuen Gemeinde União das Freguesias de Gavião e Atalaia zusammengeschlossen.